# Jewgienij Jegorow
Jewgienij Arsientjewicz Jegorow, ros. Евгений Арсентьевич Егоров (ur. w 1891 r., zm. 15 czerwca 1950 r. w ZSRR) – generał major Armii Czerwonej, członek kierownictwa i sztabu wojskowego Rosyjskiej Robotniczej Partii Ludowej podczas II wojny światowej.
W 1918 r. wstąpił do armii bolszewickiej. Brał udział jako podoficer w wojnie domowej z białymi. Został odznaczony Orderem Czerwonej Gwiazdy. Następnie dowodził batalionem, a potem pułkiem. W 1924 r. ukończył szkołę wojskową w Charkowie. Do 1927 r. był zastępcą ds. gospodarczych dowódcy jednego z pułków strzeleckich, zaś do 1935 r. – dowódcą tego pułku. W 1931 r. ukończył kurs dowódczy "Wystrieł". Do 1937 r. pełnił funkcję zastępcy dowódcy jednej z dywizji strzeleckich. 
W latach 1937-1938 stał na czele tyraspolskiego rejonu umocnionego. 14 sierpnia 1938 r. awansował na komdiwa. Wkrótce został aresztowany przez NKWD. Wypuszczony na wolność w 1939 r., został w październiku tego roku zastępcą dowódcy 10 Korpusu Strzelców w Białoruskim Okręgu Wojskowym. W lutym 1940 roku objął dowództwo 4 Korpusu Strzeleckiego, a 4 czerwca 1940 r. został mianowany generałem majorem. 
Pod koniec czerwca 1941 r. dostał się do niewoli niemieckiej w rejonie Grodna. Został osadzony w obozie jenieckim w Suwałkach, a następnie w Hammelburgu. 
Podjął kolaborację z Niemcami. Wszedł w skład kierownictwa Rosyjskiej Robotniczej Partii Ludowej. Współtworzył sztab wojskowy przy partii. 
W listopadzie 1941 r. wraz z innymi kolaboranckimi oficerami wystąpił do dowództwa niemieckiego z wnioskiem sformowania spośród jeńców z Armii Czerwonej oddziałów wojskowych do walki przeciw Związkowi Radzieckiemu. Prowadził agitację antysowiecką i werbunek do tych oddziałów. Po zakończeniu wojny został ujęty i przewieziony do ZSRR, gdzie skazano go na karę śmierci przez rozstrzelanie.